# Bonacynodon schultzi
Bonacynodon schultzi (лат.) — вид цинодонтов из семейства Probainognathidae, живших во времена триасового периода в Южной Америке. Единственный вид в роде Bonacynodon.

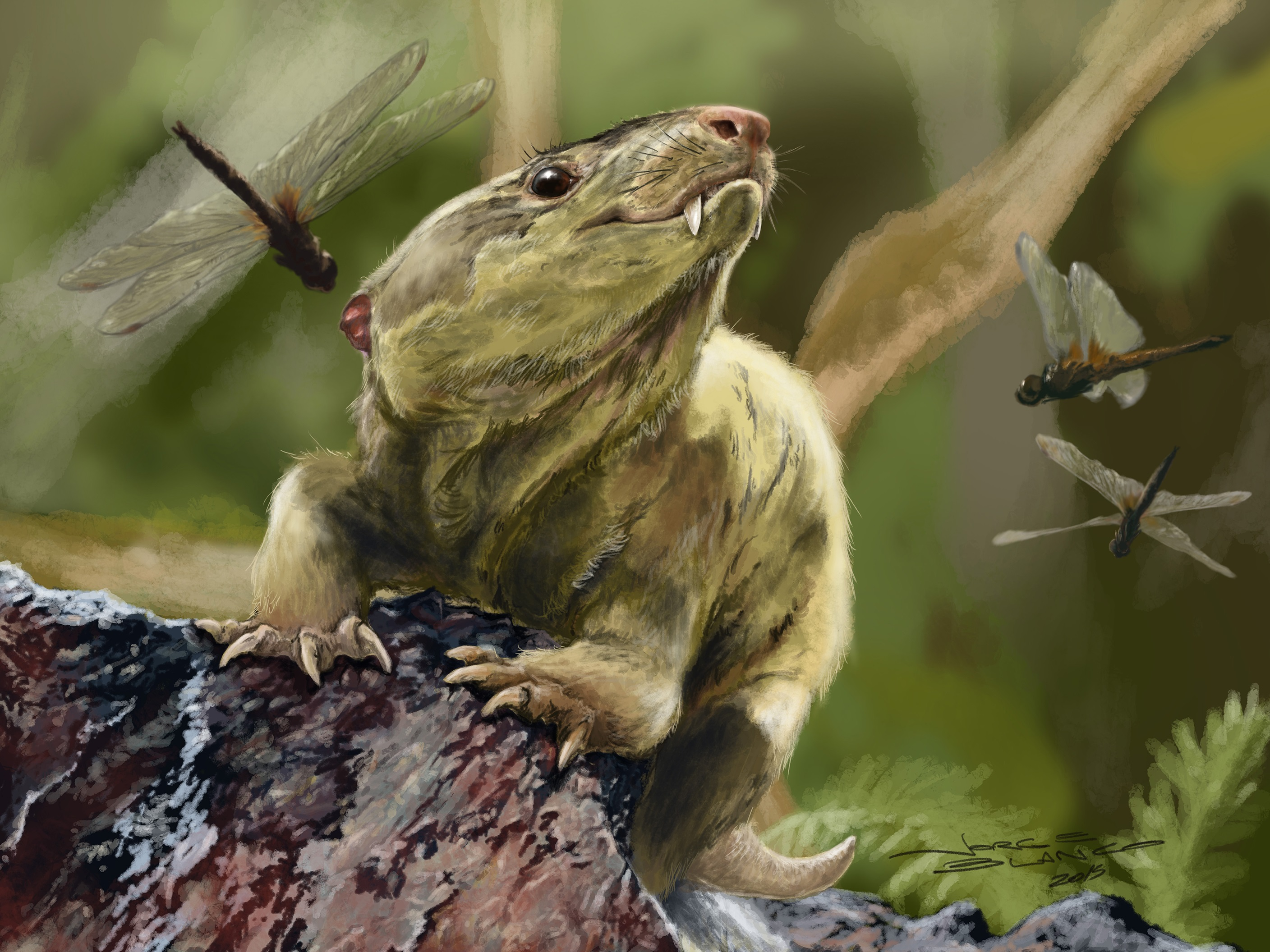
Реконструкция

## Название
Родовое название Bonacynodon дано в честь аргентинского палеонтолога Хосе Бонапарта.

## Описание
Bonacynodon известен по двум окаменелостям, найденным в формации Санта-Мария в бразильском штате Рио-Гранде-ду-Сул. Голотип состоит из фрагментарного черепа с челюстями, а также элементов посткраниального скелета.